# Cis delagoensis
Cis delagoensis là một loài bọ cánh cứng trong họ Ciidae. Loài này được Pic mô tả khoa học năm 1916.